# 30P/Reinmuth
30P/Reinmuth, komet Jupiterove obitelji. 